# Conan Gray
Conan Gray (* 5. prosince 1998 Lemon Grove, Kalifornie) je americký zpěvák a osobnost sociálních médií. Jako teenager začal na YouTube nahrávat vlogy, covery písní a originální písně. V roce 2018 podepsal nahrávací smlouvu s Republic Records, díky které vydal své debutové EP Sunset Season v 2018. Jeho debutové studiové album Kid Krow, vydané v roce 2020, debutovalo na pozici čísla 5 v žebříčku Billboard 200, což z něho činí největší americký debut nového umělce roku 2020. Album zahrnuje komerčně úspěšné singly Maniac a Heather. Jako svou největší inspiraci uvádí zpěvačku Taylor Swift. Prahu navštívil jednou při svém turné v roce 2022 (14. 5. 2022).

## Diskografie

### Studiová alba
- Kid Krow (2020)
- Superache (2022)
- Found Heaven (2024)

### EP
- Sunset Season (2018)

## Turné
- The Sunset Shows (2018-19)
- The Comfort Crowd Tour (2019)
- The Kid Krow Tour (2020)
- The World Tour (2022)
- The Superache Tour (2022)

### Jako předskokan
- Panic! at the Disco: Pray for the Wicked Tour (2019)